# Rowan (Iowa)
Pour les articles homonymes, voir Rowan.
Rowan est une ville du comté de Wright en Iowa, aux États-Unis. Elle est incorporée le 21 décembre 1901.

## Source de la traduction
- (en) Cet article est partiellement ou en totalité issu de l’article de Wikipédia en anglais intitulé « Rowan, Iowa » (voir la liste des auteurs).